# Kelmendi

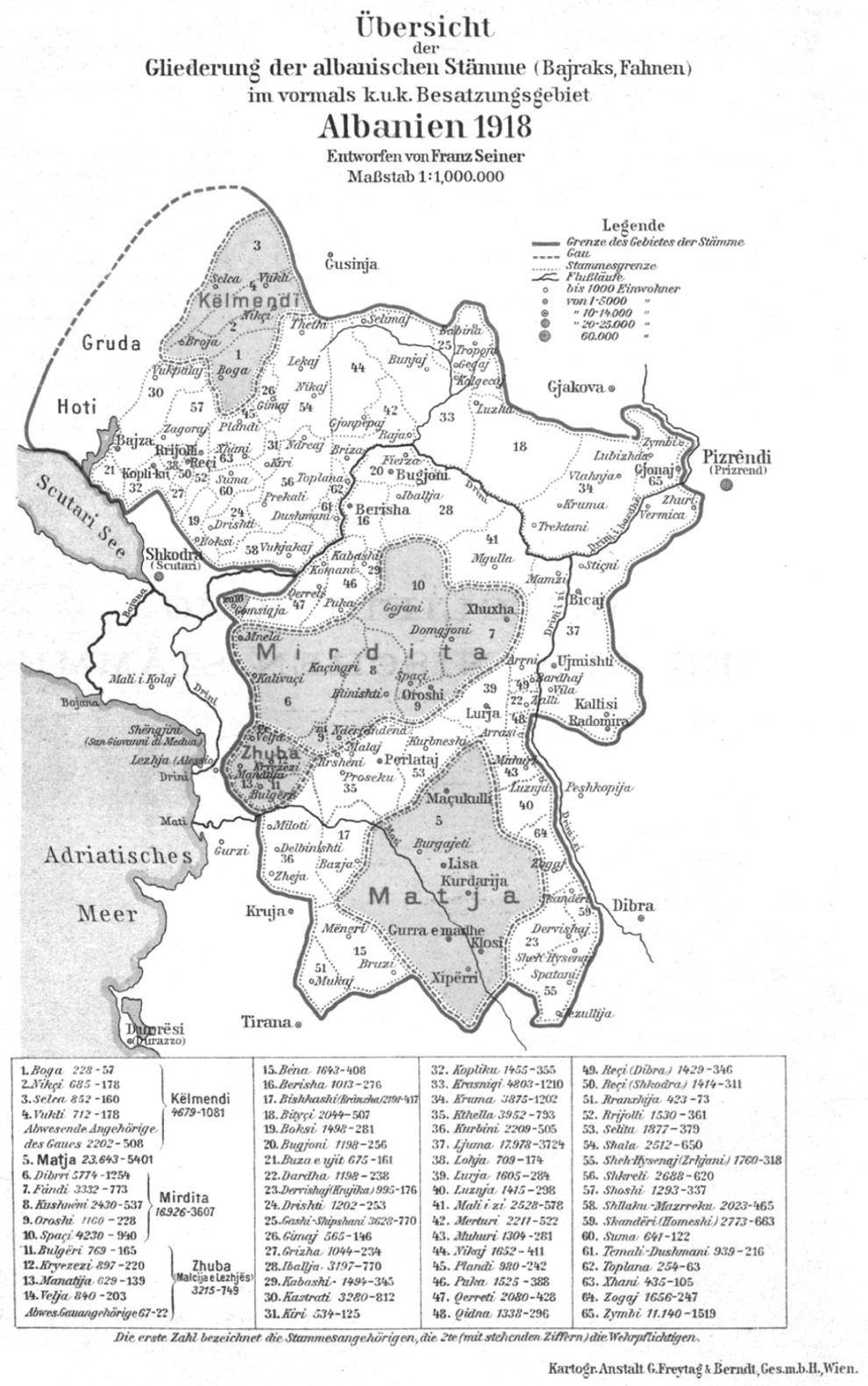
Kelmendistammen nummer 1-4.

Kelmendi (albanska: Kelmendi) är en historisk stam och region i Malsia e Madhe i norra Albanien. Stammen delas i fyra klaner - Selca, Vukël, Nikç och Boga.

## Historia
Kelmendi nämns för första gången i osmanska skattregistern som Kelmente 1485. 
1565, startade Kelmendi, Kuci och Piperi stammarna revolt mot Osmanerna. I mitten av 1580-talet hade Kelmendi slutat betala skatt till Osmanerna och hade vid det här läget kommit att dominera norra Albanien.
Mariano Bizzi rapporterade en incident i 1613, där den osmanska befälhavaren Arslan Pascha plundrade byarna i Kelmendi och tog fångar tills en överenskommelse nåddes. Enligt avtalet skulle stammen överlämna femton av sina invånare som slavar och betala 1000 dukater. Men medan Arslan väntade på betalningen hamnade han i ett bakhåll och över trettio av hans soldater dog. Efter denna incident drog Arslan Pascha tillbaka sina trupper till Herceg Novi.

## Antropologi
Enligt muntlig tradition sägs stamfadern vara Klement eller Kelmend, som enligt historiken Franz Nopcsa sägs ha levt i 1400-talet. Hyacinthe Hecquard berättar också att han sägs ha varit en skenande präst som flytt till Trieshistammen, där han arbetade som herde för en rik boskapsherde. Med tiden förälskade han sig i boskapsherdens dotter Bubci och gjorde henne gravid. När flickans föräldrar fick reda på vad som hade hänt, övertygade hennes mor sin make att inte straffa det unga paret utan låta dem leva tillsammans. Enligt de albanska lagarna hade han rätt att döda dem, men lätt dem istället vara. Efter all skam som orsakats kunde han inte låta dem bo kvar i Tripeshi, så han gav dem 20 boskap och skicka dem till Bestana där de kunde slå sig ner. Efter en tid flyttade Kelmend och Bubci till dagens Kelmendi på grund av antalet huggormar i området. De fick sju söner, och de grundade byarna: Selca, Vukël, Nikç, Vuthaj, Martinaj samt Bukova och Llap som ligger i Kosovo.

## Demografi

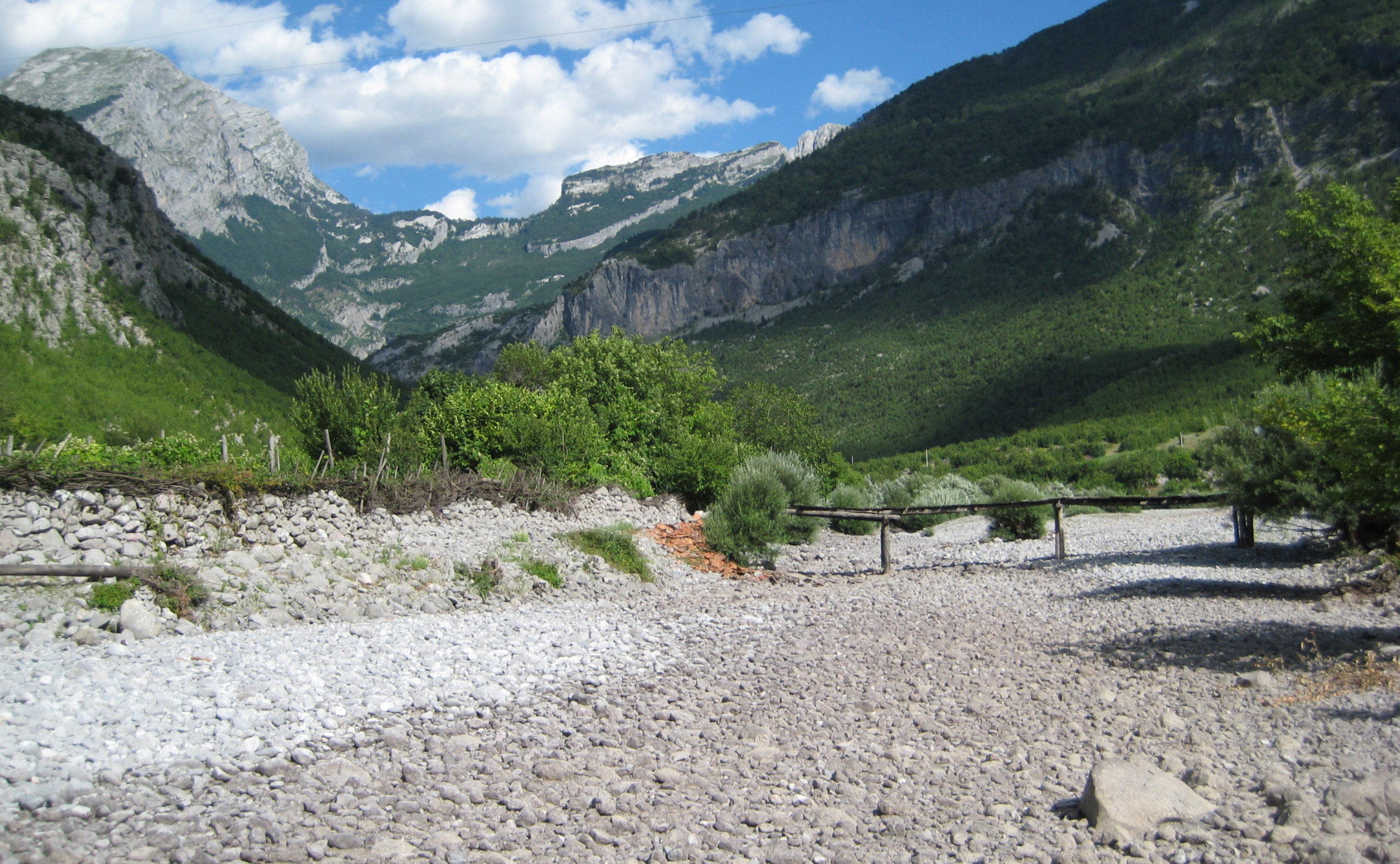
Uttorkad dal i Nikç

I en rapport 1614, skriven av den Venetianska författaren Mariano Bolizza, sägs det finnas 178 hushåll och 650 män redo för strid, ledda av Smail Prentasseu och Pedda Sucha. Han beskrev dem som modiga och extrem rovgiriga.
I den första trovärdiga folkräkningen 1918, hade Kelmendi 779 hushåll och 4 679 invånare.

## Kända personer från Kelmendi
- Clemens XI
- Zhuj Selmani
- Kaje Selmani
- Prek Cali
- Nora av Kelmendi
- Ibrahim Rugova
- Ali Kelmendi
- Bajram Kelmendi
- Majlinda Kelmendi

## Galleri

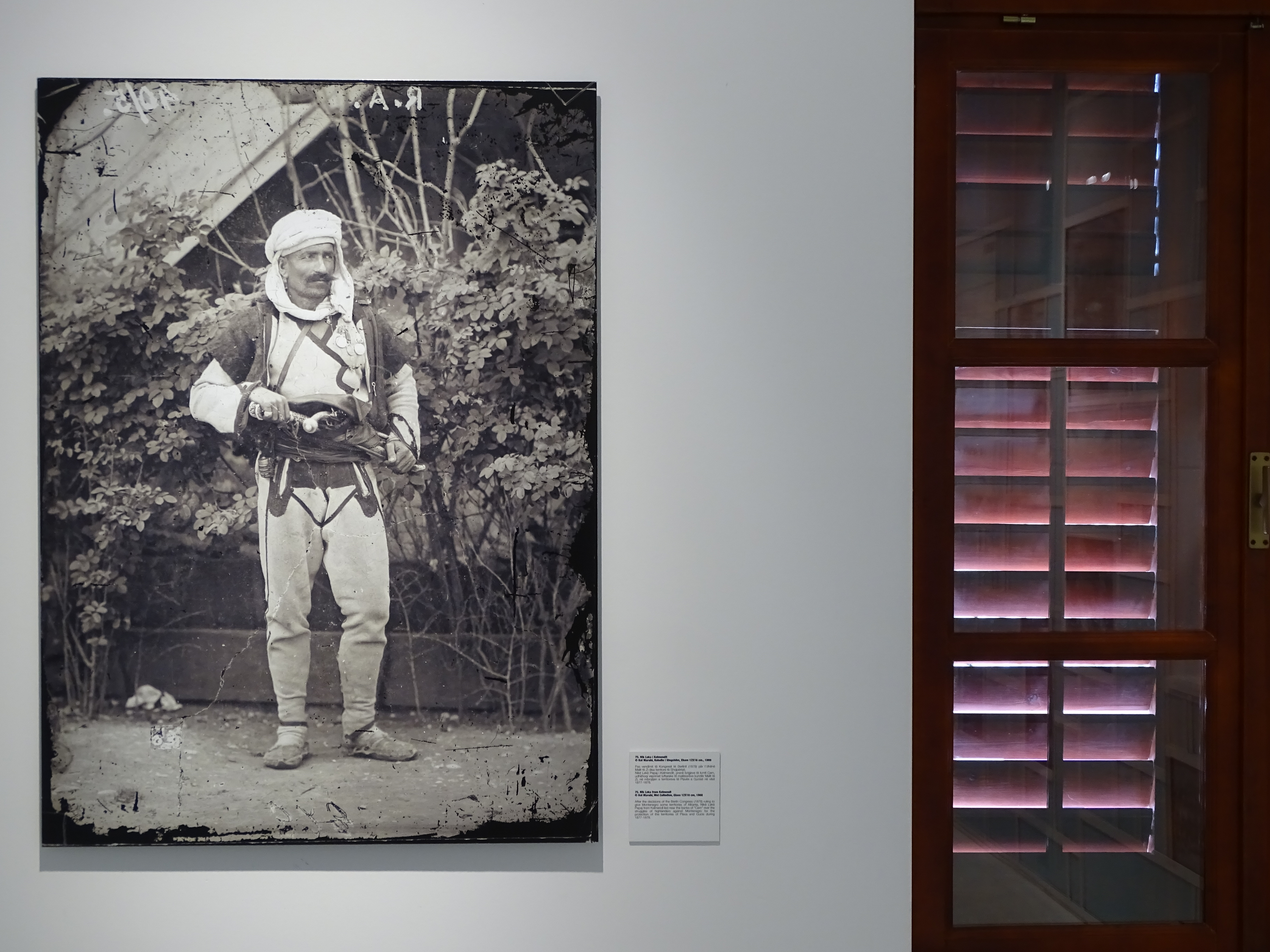
Man från Kelmendi 1868.
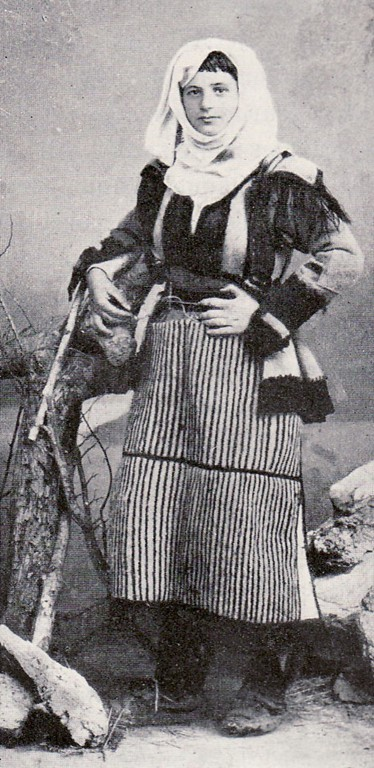
kvinna från slutet av 1800-talet.
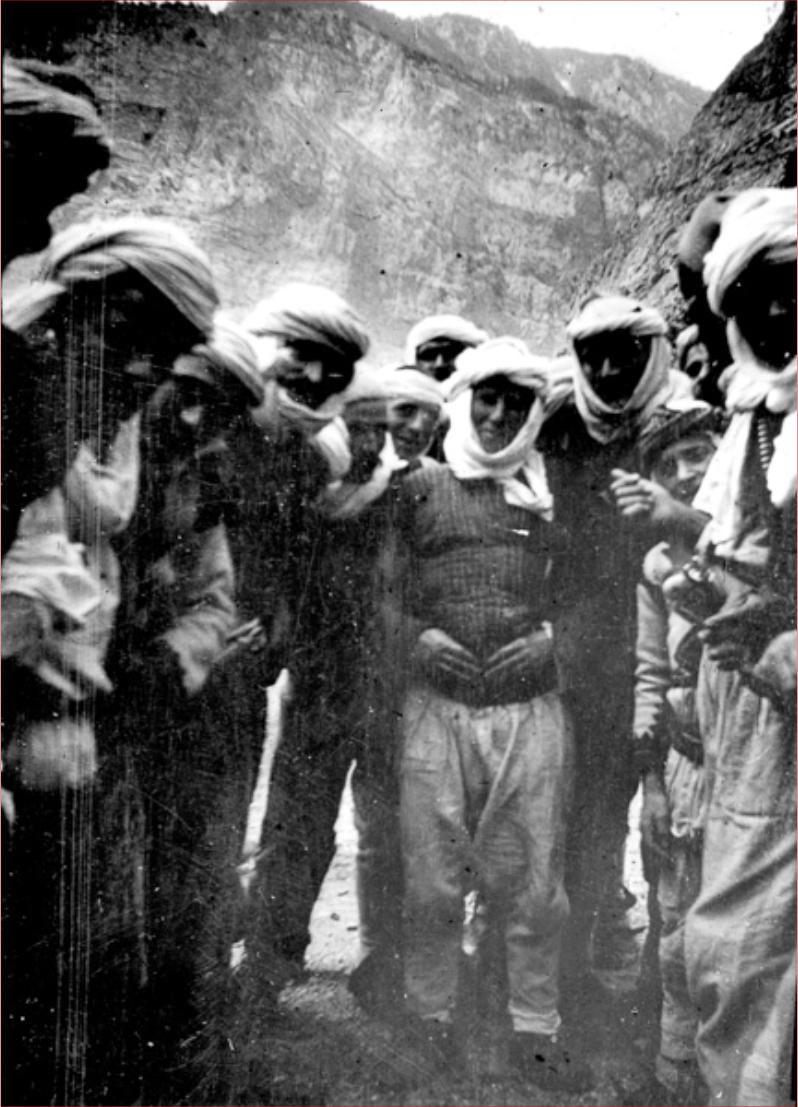
1908.
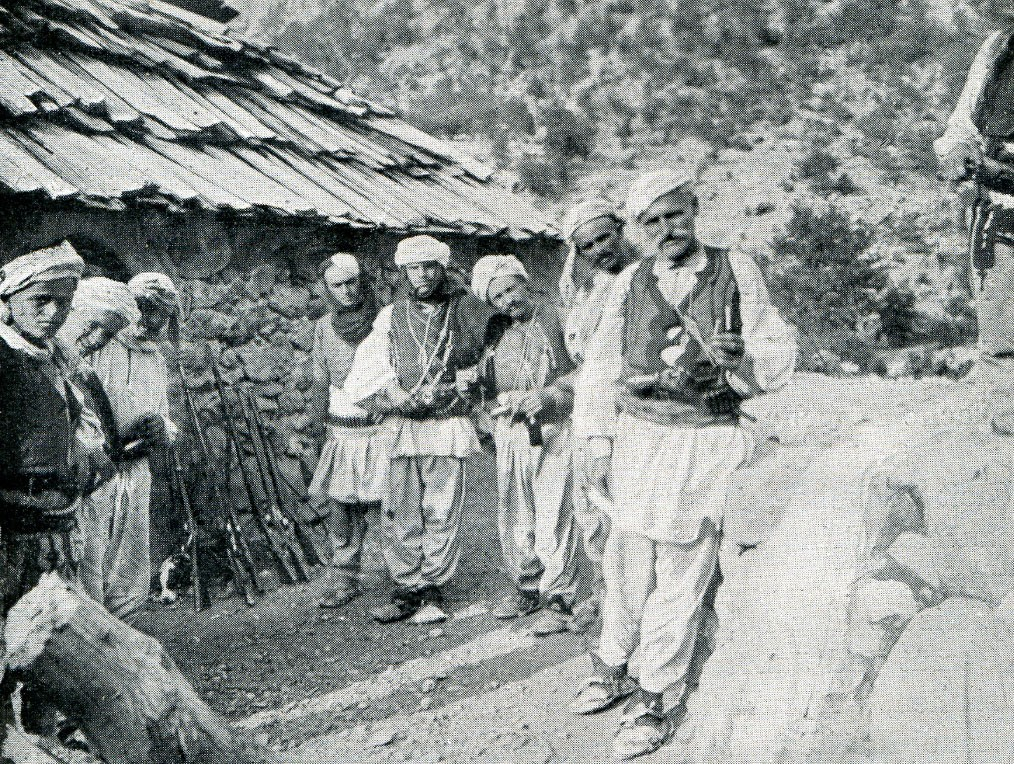
Foto tagen 1912.